# Сендзінко
Сендзінко (пол. Sędzinko) — село в Польщі, у гміні Душники Шамотульського повіту Великопольського воєводства.
Населення — 360 осіб (2011).
У 1975-1998 роках село належало до Познанського воєводства.

## Демографія
Демографічна структура станом на 31 березня 2011 року:
|          | Загалом | Допрацездатний вік | Працездатний вік | Постпрацездатний вік |
| -------- | ------- | ------------------ | ---------------- | -------------------- |
| Чоловіки | 169     | 44                 | 113              | 12                   |
| Жінки    | 191     | 48                 | 110              | 33                   |
| Разом    | 360     | 92                 | 223              | 45                   |